# Strand kommune
Strand  er en kommune i Rogaland fylke i Norge. Kommunen grænser til Hjelmeland og Forsand. Over fjorden ligger Sandnes, Stavanger, Rennesøy og Finnøy. Kommunen kan skilte med to hovedcentre, Jørpeland, som er administrationscenter, og Tau. Jørpeland har cirka 6.000 indbyggere, mens Tau har 2.500.
Kommunen regnes i øvrigt som et udkantsområde.